# Pseudorientalia natolica
Pseudorientalia natolica е вид охлюв от семейство Hydrobiidae.

## Разпространение
Видът е разпространен в Турция.